# Maggie Wheeler
Pour les articles homonymes, voir Wheeler.
Maggie Wheeler, née Maggie Jakobson, est une actrice américaine née le 17 juillet 1961 à New York.

## Vie privée
Elle et son mari Daniel Wheeler ont deux filles prénommées Juno et Gemma Wheeler.

## Filmographie

### Télévision
- 1984 : The New Show
- 1985 : The Paper Chase
- 1990 : La Loi de Los Angeles : Paula Lights (saison 4, épisode 8)
- 1991 : Dream On : Bonnie Decker (saison 2, épisode 13)
- 1992 : Seinfeld : Cynthia (saison 3, épisode 16)
- 1992 : Guerres privées (saison 1, épisode 16)
- 1992 : Docteur Doogie : Dr. Spencer / Elena Spencer (2 épisodes)
- 1993 : Danger Theatre : Charlotte Rave (saison 1, épisode 2)
- 1994 : X-Files épisode Renaissance : Détective Sharon Lazard (saison 1, épisode 22)
- 1994-2004 : Friends : Janice (19 épisodes)
- 1995 : Pride & Joy (saison 1, épisode 3)
- 1994-1996 : Ellen : Anita Warwell (13 épisodes)
- 1996-2004 : Tout le monde aime Raymond : Linda Gruenfelder (12 épisodes)
- 1998 : La croisière s'amuse : Cindy (saison 1, épisode 5)
- 1999 : La Famille Green : Jennifer (saison 1, épisode 1)
- 2001 : Jack and Jill : Kirsten Moss (saison 2, épisodes 7 et 11)
- 2001 : It's Like, You Know... : Rachel (saison 2, épisode 14)
- 2002 : Will et Grace : Polly (saison 4, épisode 14)
- 2003 : Les Experts : Polly (saison 3, épisode 20)
- 2005 : Fat Actress (saison 1, épisode 2)
- 2005 : DOS : Division des opérations spéciales : Investigatrice (saison 1, épisode 3)
- 2005 : Paine Management (téléfilm) : Jeanine Bernsen
- 2006 : Drake et Josh : Denise (saison 3, épisode 16)
- 2006 : Urgences : Amy Kellerman (saison 13, épisode 5)
- 2006 : Friday Night Lights : l'institutrice (saison 1, épisode 10)
- 2007 : La Guerre à la maison : Mindy (saison 2, épisodes 14 et 20)
- 2007 : How I Met Your Mother : Margaret (saison 3, épisode 7)
- 2009 : FBI : Portés disparus : Gail Menken (saison 7, épisode 11)
- 2009 : The Breakdown (téléfilm) : Jennifer
- 2011 : Larry et son nombril : Ilene Solotaroff (saison 8, épisode 3)
- 2011 : The Closer : L.A. enquêtes prioritaires : l'amie de Gail (saison 7, épisode 14)
- 2011-2013 : Shake It up : Mme Garcia, la mère de Dina (2 épisodes)
- 2013 : Californication : Ophelia (saison 6, 5 épisodes)
- 2013 : Perception : Barbara Bruckner (saison 2, épisode 2)

### Cinéma
- 1982 : Soup for one : la nurse
- 1983 : Portfolio : l'assistante chorégraphe
- 1987 : Someone to Love
- 1989 : New Year's Day : Lucy
- 1989 : Mortal Sins : Marie
- 1993 : Sexual Healing de Howard Cushnir : Suzanne
- 1998 : À nous quatre (The Parent Trap) : Marva Kulp, Jr.
- 2006 : Dr. Dolittle 3 : Brown Hen / Fluffy Hen (voix)
- 2006 : Waking Dreams : Jenny
- 2013 : It's Not You, It's Me : Dr. Clark
- 2014 : Dwegons : Sophia-So-Dwegon / Argalite / Juno Luno (voix)

### Doublage
- 1986 : Silverhawks : Emily Steelheart / Melodia
- 1987 : The Comic Strip (voix)
- 1998 : The New Batman Adventures : Fake Harley
- 2001 : Forgotten Realms: Icewind Dale - Heart of Winter (jeu vidéo)
- 2001 : La Ligue des justiciers (Justice League) (saison 1, épisodes 14 et 15)
- 2003 : Barbie et le Lac des cygnes : Odile
- 2003 : Lilo et Stitch, la série (saison 1, épisode 10)
- 2004 : Kim Possible : Dr. Renton (saison 2, épisode 27)
- 2005 : Higglytown Heroes : Street Sweeper Hero (saison 1, épisode 28)
- 2009-2012 : Archer : Trinette / Réceptionniste (6 épisodes)
- 2010 : Glenn Martin DDS (saison 2, épisode 5)
- 2011 : Kinect: Disneyland Adventures (jeu vidéo)
- 2012 : Unsupervised : Lisa / Tina (saison 1, épisode 6)

## Anecdotes
- Elle a auditionné pour le rôle de Monica Geller dans la série télévisée Friends mais finira par jouer le rôle de Janice.
- Elle a aussi auditionné pour le rôle de Debra Barone dans la sitcom Tout le monde aime Raymond. Bien qu'elle fût le choix des producteurs, CBS voulait une personne moins « ethnique » (en référence à sa judéité) ; elle a cependant fini par jouer le rôle de l'amie de Debra, Linda.